# Річкові монітори типу «Мілвокі»

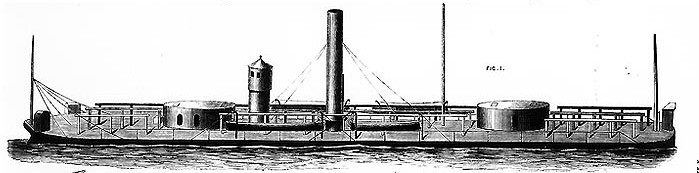
Зображення одного з моніторів типу «Мілвокі» «Чикасо».

Монітори типу «Мілвокі» (англ. Milwaukee) — серія річкових двобаштових моніторів, побудованих для флоту Союзу під час Громадянської війни в США. Призначалися для служби на річці Міссісіпі, але брали участь також у прибережних операціях проти портів Конфедерації. «Віннебаго» і «Чикасо», представники цього типу, відзначилися під час битви в затоці Мобіл, успішно атакувавши (разом з більшим морським монітором «Мангеттен») і примусивши до капітуляції броненосець південців «Теннессі». «Мілвокі» загинув на мінах в 1865 році і затонув без втрат в екіпажі. Інші три корабля були виключені зі складу флоту в 1874 році.

## Історія
Річка Міссісіпі мала критичне значення в ході Громадянської Війни в США, як ключова транспортна артерія у тилу у південних штатів. По річці та її притоках здійснювалася значна частина внутрішніх комунікацій Конфедерації. Ріка також була єдиним зв'язком Конфедерації з Техасом і Індіанськими Територіями, звідки Конфедерація отримувала частину життєво важливих ресурсів.
Федералісти чудово розуміли значення Міссісіпі для конфедератів. У 1862-1863, федеральні армія і флот почали масштабну кампанію по встановленню контролю над річкою за допомогою флотилії річкових броньованих канонерок, що спускалися вниз по річці, і ескадри морських кораблів адмірала Девіда Фаррагута, яка піднімалася вгору по річці від захопленого північанами Нового Орлеана. Незважаючи на успішний підсумок в 1863, в ході кампанії північани зіткнулися з низкою перешкод, зокрема, з боку річкового броненосця Конфедерації.
Успішний досвід застосування побудованих багатим північним промисловцем Джеймсом Ідсом 1862-1863 двох колісних монітора типу «Неошо» і експериментального гвинтового однобаштового монітора «Озарк», спонукали керівництво флоту замовити у нього  більш потужні, двобаштових монітори.

## Башта Ідса
Відмінною рисою моніторів типу «Мілвокі» були їх носові баштові установки. Розроблені американським промисловцем і винахідником Джеймсом Ідсом, вони являли собою особливий, досить досконалий на той часу тип гарматної башти, який істотно відрізнявся від башт конструкції Джона Еріксона nf Купера Кольза.
У той час як башта Ерікссона оберталася на центральному стрижні, а башта Кольза — на кільці з роликів в поглибленні броньовий палуби, основа конструкції  башт Ідса розміщувалась глибоко під броньовою палубою і спиралося на роликове коло нижче неї. Таким чином досягалася висока стійкість конструкції башти. Всередині циліндра башти, розташовувалася незалежна обертова платформа з двома гарматами, яка могла підніматися і опускатися. У похідному положенні платформа із гарматами опускалася вниз, під броньовий палубу, для зменшення верхньої ваги. Для пострілу платформа піднімалася вгору, до амбразур, і після пострілу — знову опускалася під палубу для безпечного перезаряджання. За рахунок можливості рухати платформу вгору і вниз, ставали можливі досить широкі кути вертикального наведення гармат навіть за умов порівняно вузьких амбразур.
Башти Ідса відрізняла дуже висока за мірками часу механізація. Всі операції — компенсація відкату, повернення гармат після відкату на місце, горизонтальне і вертикальне наведення, перезаряджання — здійснювалися за допомогою парових механізмів. За рахунок цього вдалося істотно підвищити темп стрільби (фактично, довівши його до максимально доступного на той час для важких гармат) і скоротити гарматну прислугу у башт до шести осіб. Для порівняння, башта Ерікссона вимагала втричі більшого штату розрахунку при гарматах.
Недоліками башт Ідса була їх висока механічна складність і вартість. Крім того, велика кількість паропроводів, що підводили пару до різних механізмів, у бою могло спричинити до небезпечних проривів нагрітого пара при отриманні ушкоджень.

## Конструкція
Як і попередні кораблі Ідса, монітори типу «Мілвокі» були призначені для річкової служби. Це зумовило головну вимогу: малу осадку, що не перевищувала 1,8 метра, і високу маневровість. Вони були плоскодонними, водотоннажністю близько 1300 тонн, що робило їх найбільшими річковими моніторами, побудованими у роки Громадянської війни. Довжина їх становила 69,8 метра, а ширина — 17,1 метр. При настільки малій осаді, щоб розмістити гармати та механізми, палубу довелося зробити піднятою в центральній частині, подібно панциру черепахи.
Подібно всім американським моніторів того часу, кораблі мали палубу без надбудов. Їх надводний борт піднімався над водою всього на 80 сантиметрів. Над палубою височіли дві гарматні башти, єдина висока та тонка димова труба, і високо піднесена рубка.

### Озброєння
Озброєння моніторів було встановлено в двох гарматних баштах; носовий конструкції Ідса, і кормовий — конструкції Ерікссона. У кожній з веж стояло по дві 279-міліметрові гладкоствольні гармати Дальгрена, здатні стріляти ядрами вагою до 75 кг і бомбами вагою до 70 кг. На невеликих дистанціях, ці снаряди були досить ефективні проти двошарової 100 міліметрової похилої броні, яка, зазвичай, використовувалася на броненосцях південців.
За рахунок гарматної платформи, яка опускалася, граничний кут піднесення гармат носової башти Ідса становив 20 градусів, у той час як в кормовій (конструкції Ерікссона) кут піднесення гармат не перевищував 10 градусів, що позначалося на їх далекобійності.

### Броньовий захист
Башти монітора були захищені шаруватою бронею, що складалася з восьми шарів 25 міліметрових залізних плит; загальна товщина броньового захисту становила близько 200 міліметрів, але шарувата броня в цілому захищала гірше ніж суцільні плити тієї ж товщини. Промисловість США, переобтяжена воєнним замовленнями, мала проблеми з освоєнням виробництва товстих броньових плит (особливо вигнутих, необхідних для веж), і тому захист з кількох шарів виглядав розумним компромісом.
Борту корабля були прикриті трьома шарами 25 міліметрових плит (загальною товщиною 75 міліметрів) на тиковій підкладці, товщиною 380 міліметрів. Палуба корабля, сильно вигнута вгору в центрі (щоб при настільки малій осадці розмістити в корпусі екіпаж і механізми) була захищена залізними плитами товщиною 19 міліметрів. «Мілвокі» і «Вінебаго», що будувалися самим Ідсом отримали додатковий захист палуби у вигляді другого шару плит.

### Силова установка
Рух моніторів типу «Мілвокі» забезпечували дві двоциліндрові парові машини без конденсаторів, що обертали чотири гвинти. Така кількість гвинтів було пов'язана з малою осадкою кораблів. Пар забезпечували шість котлів паровозного типу. Швидкість кораблів на мірній милі досягала 9 вузлів.

## Служба

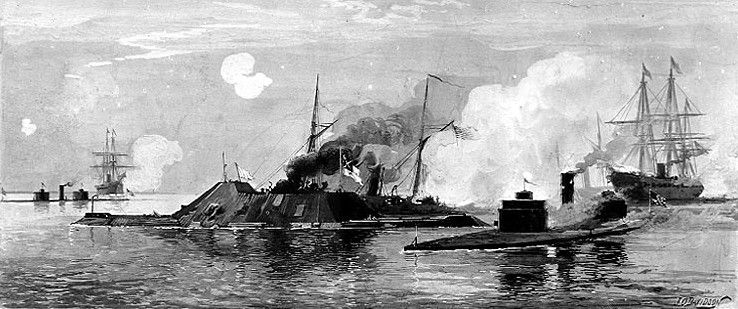
«Віннебаго» і «Чикасо» в бою з броненосцем південців «Теннессі»

Всі чотири монітори типу «Мілвокі» вступили в дію навесні-влітку 1864 року. До цього часу, основні бойові дії на Міссісіпі завершилися, і  завданням федеральних кораблів в основному стали підтримка військ на березі, або відбиття рейдів південців. Тому, після декількох місяців патрулювання річки, два перших корабля серії — «Віннебаго» і «Чикасо» — перевели вниз за течією, і включили до складу ескадри адмірала Фаррагута, підготовку до наступу на порт Мобіл у штаті Алабама.
Зважаючи на наявність у південців  броненосців у цьому порту, Фаррагут вважав необхідним включити і до своєї ескадри броненосні кораблі. Йому надіслали два великих морських монітора типу «Канонікус» — «Текумсе» і «Мангеттен», і, так як двох броненосців було недостатньо, ескадру посилили річковими моніторами «Віннебаго» і «Чикасо». Незважаючи на малу осадку і слабку мореходність, обидва кораблі добре перенесли перехід морем до Мобілу.
У ході прориву флоту північан повз форт Морган, який прикривав підступи до Мобілу, «Віннебаго» і «Чикасо» взяли активну участь у завершальній фазі бою, разом з монітором «Манхеттен» («Текумсе» загинув на мінах при прориві) вступивши в бій з конфедеративним броненосцем CSS Tennessee. У той час як броненосець південців сконцентрував свою увагу на більш великому і сильному «Манхеттені», «Чикасо» зумів зайти до «Теннессі» з корми і майже впритул почав всаджувати в супротивника снаряд за снарядом. Хоча снаряди «Чикасо» не змогли пробити броню «Теннессі», його атака мала вирішальне значення, так як ядра заклинили віконниці гарматних портів броненосця Конфедерації, і перебили приводи керма, які проходили поверх броньованої палуби корабля. Втративши можливість пересуватися і вести вогонь, «Теннессі» вимушений був здатися.
Після цієї битви, «Віннебаго» і «Чикасо» продовжували діяти, допомагаючи придушувати відрізані від тилу конфедеративні укріплення. У жовтні, до них додалися два монітора — «Мілвокі» і «Кікапо». Всі чотири кораблі брали участь у взятті Мобілу в 1865. При цьому, «Мілвокі» підірвався на міні і затонув, але весь його екіпаж врятувався.
В кінці війни, «Віннебаго» охороняв федеральні конвої на річці Блеклі, в штаті Алабама. Він також брав участь у блокаді річки Томбігі, де сховалися уцілілі броненосці південців.
Після війни, всі три уцілілих корабля були виведені у резрев. У 1869 році всі три були короткочасно перейменовані, але в тому ж році отримали знову колишні імена. В 1874 році, керівництво флоту вирішило, що безглуздо зберігати у своєму складі річкові монітори, і кораблі були продані. «Чикасо» при цьому був перероблений його цивільними власниками на колісний пором «Голдсборо», і активно використовувався у цій аж до 1944 року. Корпус корабля був виявлений в 2004 році.